# Acacia cupularis
Acacia cupularis är en ärtväxtart som beskrevs av Karel Domin. Acacia cupularis ingår i släktet akacior, och familjen ärtväxter. Inga underarter finns listade i Catalogue of Life.